# Pseudobrownanthus
Pseudobrownanthus é um género botânico pertencente à família Aizoaceae.

## Espécies
- Pseudobrownanthus nucifer